# Chiesa del Tempio
La chiesa del Tempio (in inglese: Temple Church; il suo nome ufficiale è Temple Church (St Mary's)) è un luogo di culto anglicano di Londra. Si trova all'interno dell'area chiamata Temple, ubicata tra Fleet Street e il Tamigi, nella City. Vicine alla chiesa sorgono la Inner Temple e la Middle Temple, antiche e prestigiose scuole universitarie di formazione professionale per avvocati e magistrati.

## Storia

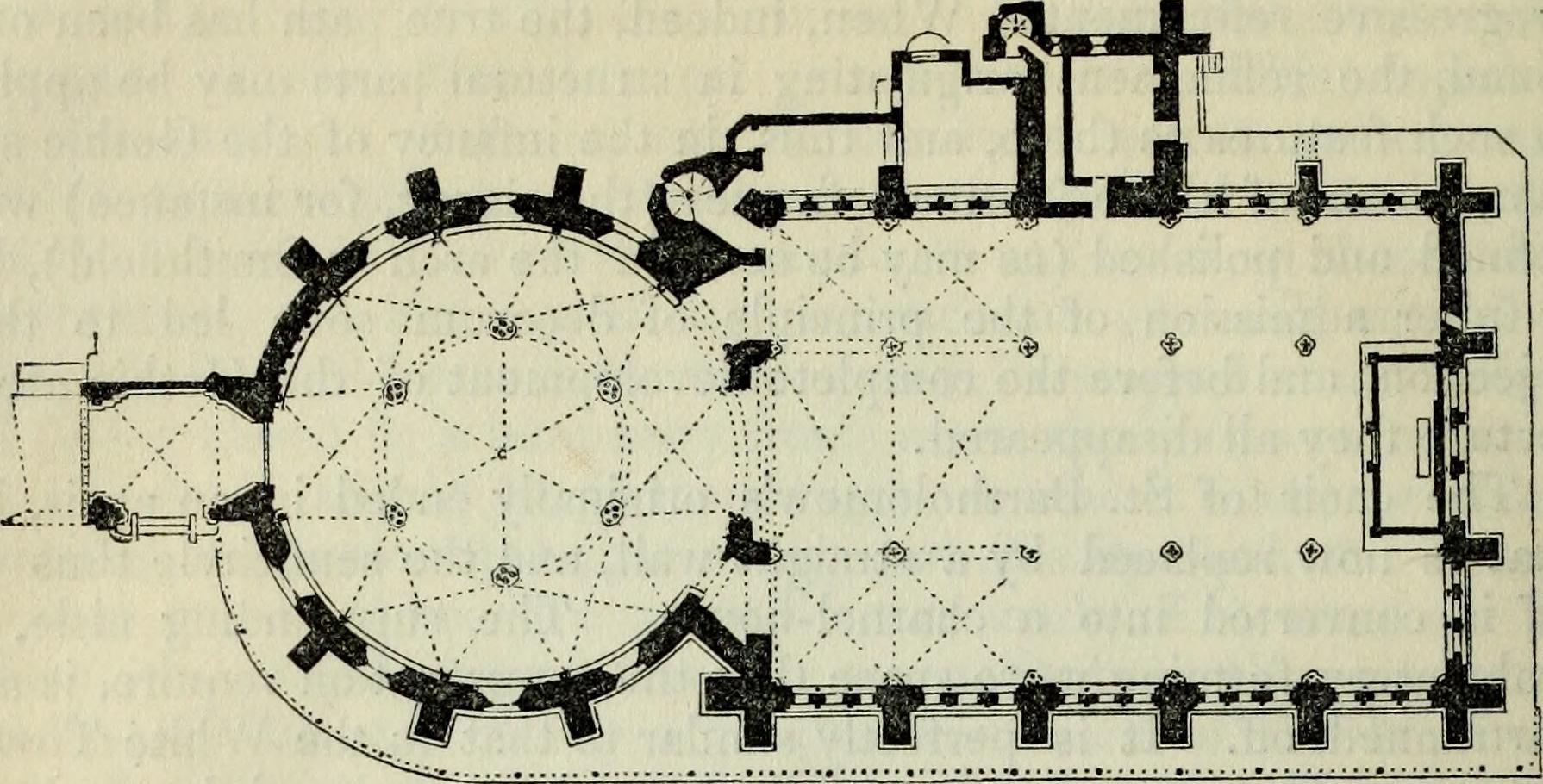
Pianta

La chiesa venne edificata nel XII secolo dai cavalieri templari, nel terreno da loro acquistato nel 1160 al fine di costruirvi la nuova sede londinese dell'ordine. Attorno alla chiesa sorsero altri edifici, che formarono presto un vasto complesso monastico.
La chiesa, costruita su modello della basilica del Santo Sepolcro di Gerusalemme, era ed è costituita da due parti: la più antica, a pianta circolare, detta Round Church, venne consacrata nel 1185 dal patriarca di Gerusalemme, Eraclio di Cesarea. Una seconda struttura, detta The Chancel (il presbiterio) o The Oblong, a pianta rettangolare, venne aggiunta agli inizi del XIII secolo, quando re Enrico III espresse il desiderio di essere sepolto nella chiesa dopo la sua morte (in realtà nella chiesa venne sepolto uno dei suoi figli, mentre la tomba di Enrico si trova nell'Abbazia di Westminster). The Oblong venne consacrato nel 1240.
Nel 1307, in seguito alla soppressione dell'ordine dei Templari, la chiesa passò in mano alla corona, che successivamente la concesse all'ordine di Malta, mentre gli altri locali del complesso divennero sede delle due scuole per avvocati, ancora oggi esistenti.
Temple Church torna alla corona nel 1540, quando Enrico VIII soppresse l'ordine di Malta in Inghilterra, confiscandone le proprietà. La chiesa venne risparmiata dal grande incendio di Londra del 1666, ma fu lo stesso soggetta ad alcuni lavori di Christopher Wren che ne rinnovarono l'interno, dotandolo tra l'altro di un organo. Altri lavori interessarono l'edificio nel XIX secolo, con l'applicazione di decori in stile neogotico. Nel 1941 subì gravi danni in seguito ai bombardamenti aerei dei tedeschi. Restaurata, la chiesa venne riaperta nel 1958.
Attualmente la Temple Church, utilizzata dal XVII secolo da Inner Temple e Middle Temple come loro cappella, continua a essere regolarmente officiata e vi si celebrano i matrimoni dei membri delle due scuole. Il tempio è ancora oggi proprietà della corona.
Lo storico edificio è stato scelto dallo scrittore Dan Brown per ambientarvi parte del noto romanzo Il codice da Vinci.

## Descrizione

### Arte e architettura

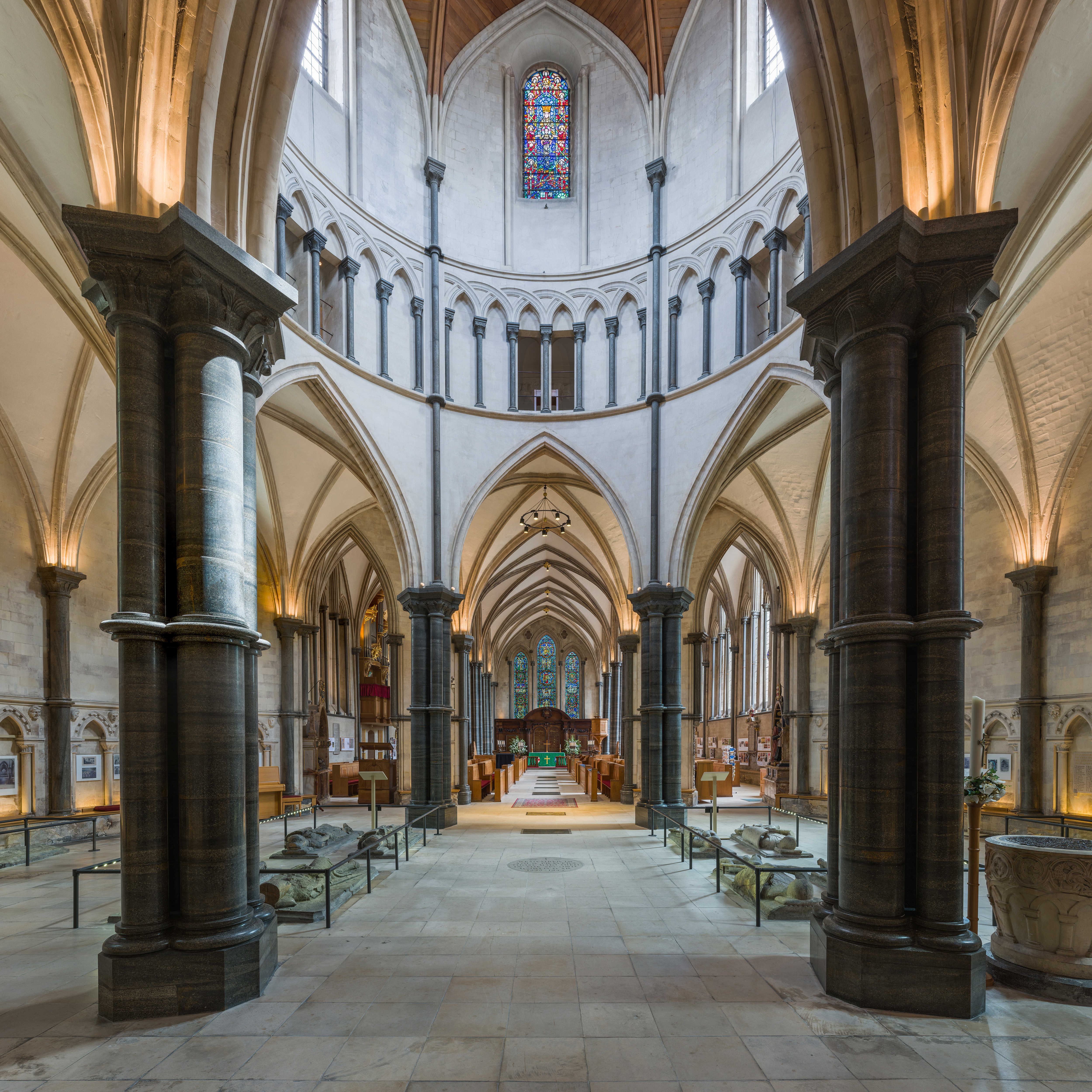
Interno

La chiesa del Tempio è formata da due edifici uniti, la Round Church e The Chancel.
La Round Church costituisce l'ingresso della chiesa ed è la parte più antica dell'edificio. In stile romanico-gotico, si presenta esteriormente composta da due corpi cilindridi sovrapposti. L'interno è a pianta circolare, con la zona centrale coperta con volta lignea circondata da un deambulatorio, da essa separato attraverso archi a tutto sesto poggianti su pilastri polistili, e coperto con volta a crociera. Sul pavimento della zona centrale, si trovano dieci lastre lapidee con sopra scolpiti in altorilievo altrettanti cavalieri Templari, raffigurati giacenti, che trovarono sepoltura nella chiesa. Una delle dieci sculture raffigura Guglielmo il Maresciallo, anch'egli sepolto nel tempio in quanto Templare.
The Chancel, aggiunto alla rotonda nel 1240, è in stile gotico e si presenta con pianta a tre navate di uguale altezza, divise da pilastri polistili da cui si dipartono gli archi gotici e le nervature delle volte a crociera. L'ambiente è illuminato da grandi trifore con vetrate policrome, le quali si aprono sulle pareti laterali. A ridosso della parete di fondo della navata centrale, si trova il presbiterio, recintato da una balaustra, con il pregevole altare maggiore, realizzato nel XVII secolo su disegno di Christopher Wren. Quest'ultimo è in legno ed è costituito dalla mensa e dall'ancona, distaccata dalla prima e con sopra incisi i dieci comandamenti. Alla destra del presbiterio, si trova il pulpito ligneo.

### Organo a canne
L'organo a canne della chiesa è stato costruito nel 1924 dalla ditta organaria inglese Harrison & Harrison per l'abitazione privata di Lord Glentanar ad Aberdeen; venne trasferito nella sede attuale nel 1954 dalla ditta costruttrice, che intervenne sullo strumento anche nel 1966, 1976, 1989 e 2000. Lo strumento è situato in posizione sopraelevata, con un affaccio sulla seconda e nella terza campata della navata destra del Chancel. La cassa, presente solo nella terza campata e realizzata nel 1966, poggia su una cantoria ed è in stile barocco, con rilievi e sculture. La consolle, fissa, è situata in cantoria ed ha quattro tastiere e pedaliera. L'organo è a trasmissione elettro-pneumatica e dispone di 62 registri.
Nella chiesa vi è anche un organo positivo da continuo costruito nel 2001 da Robin Jennings.

## Galleria d'immagini

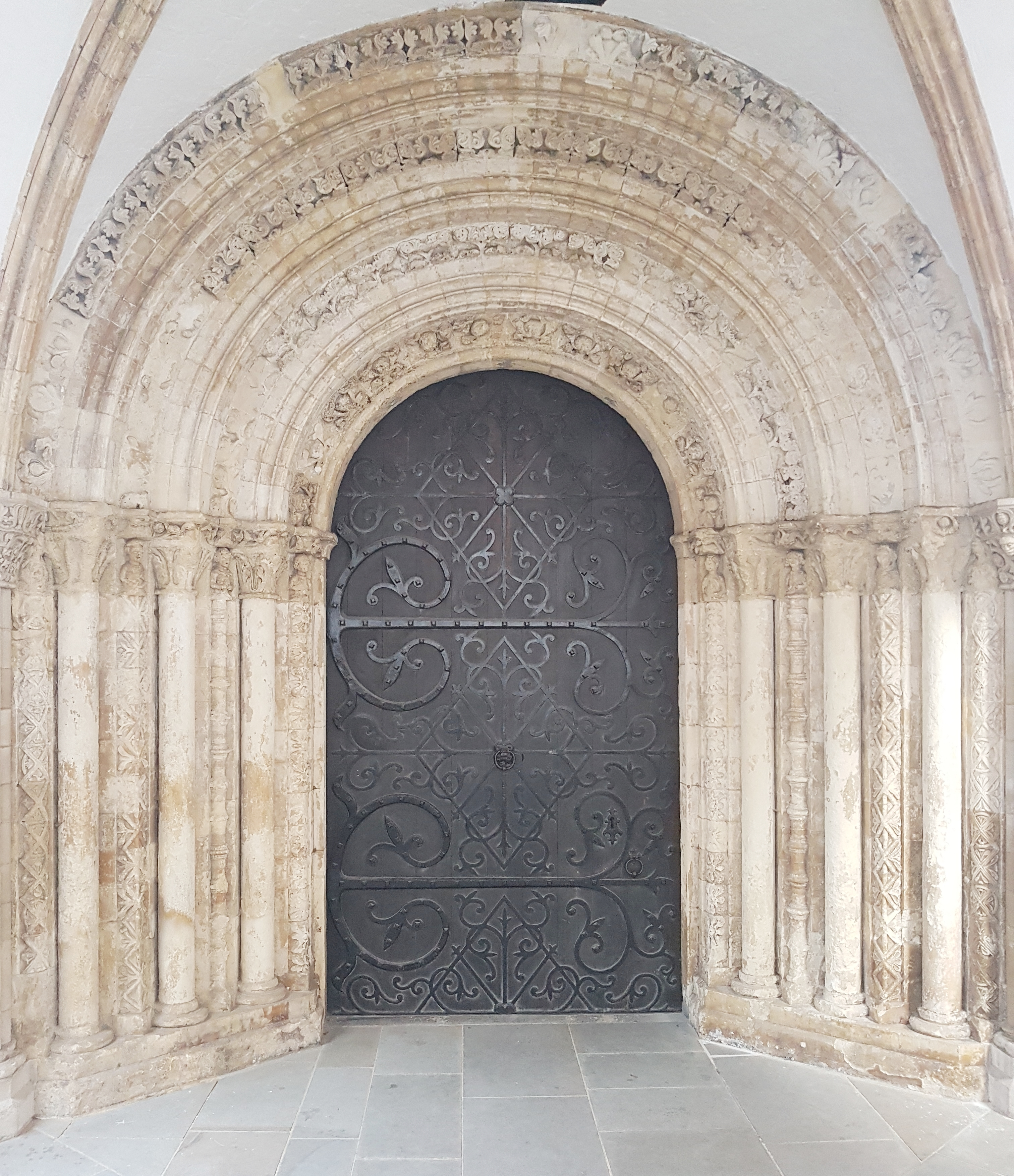
Portale
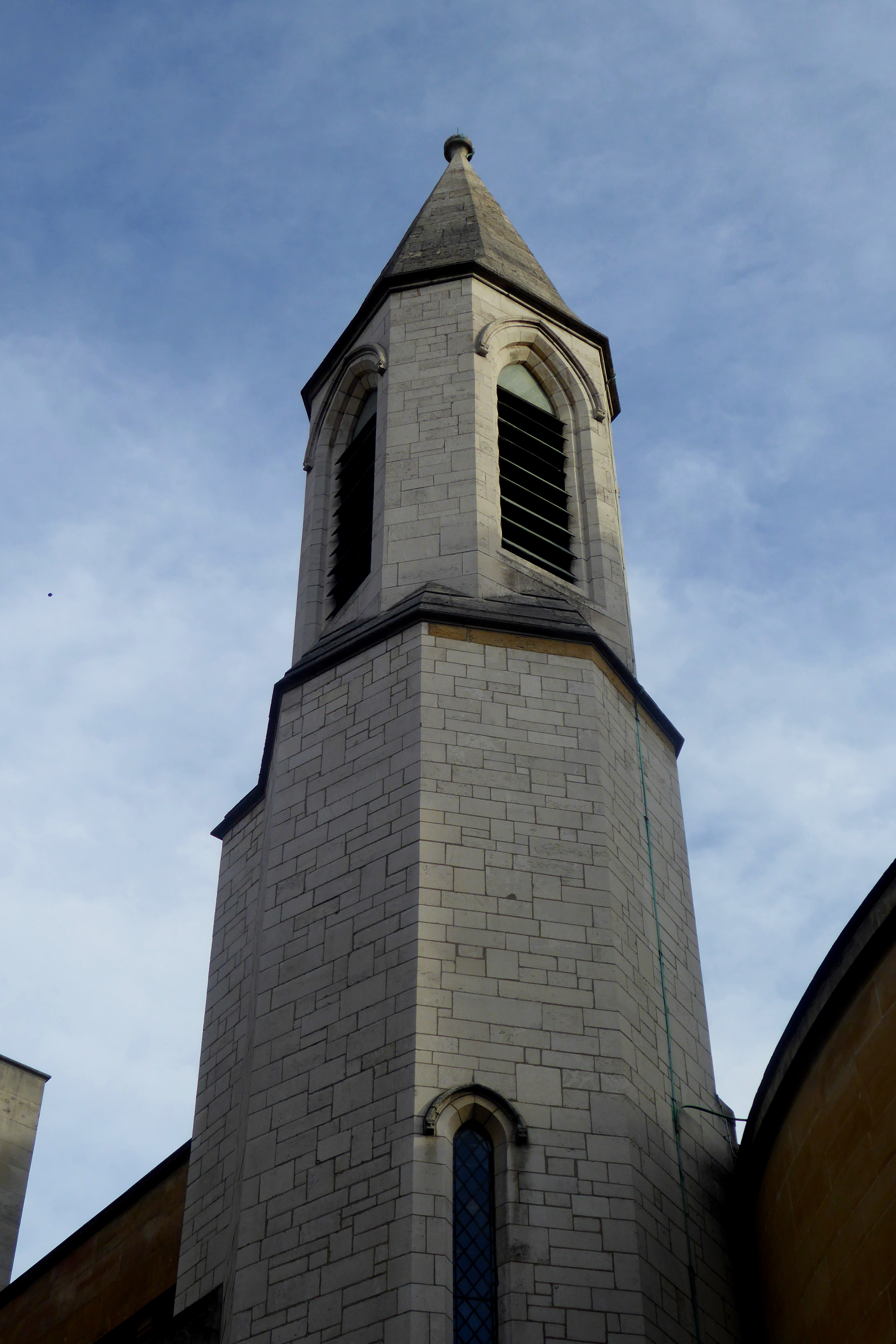
Campanile
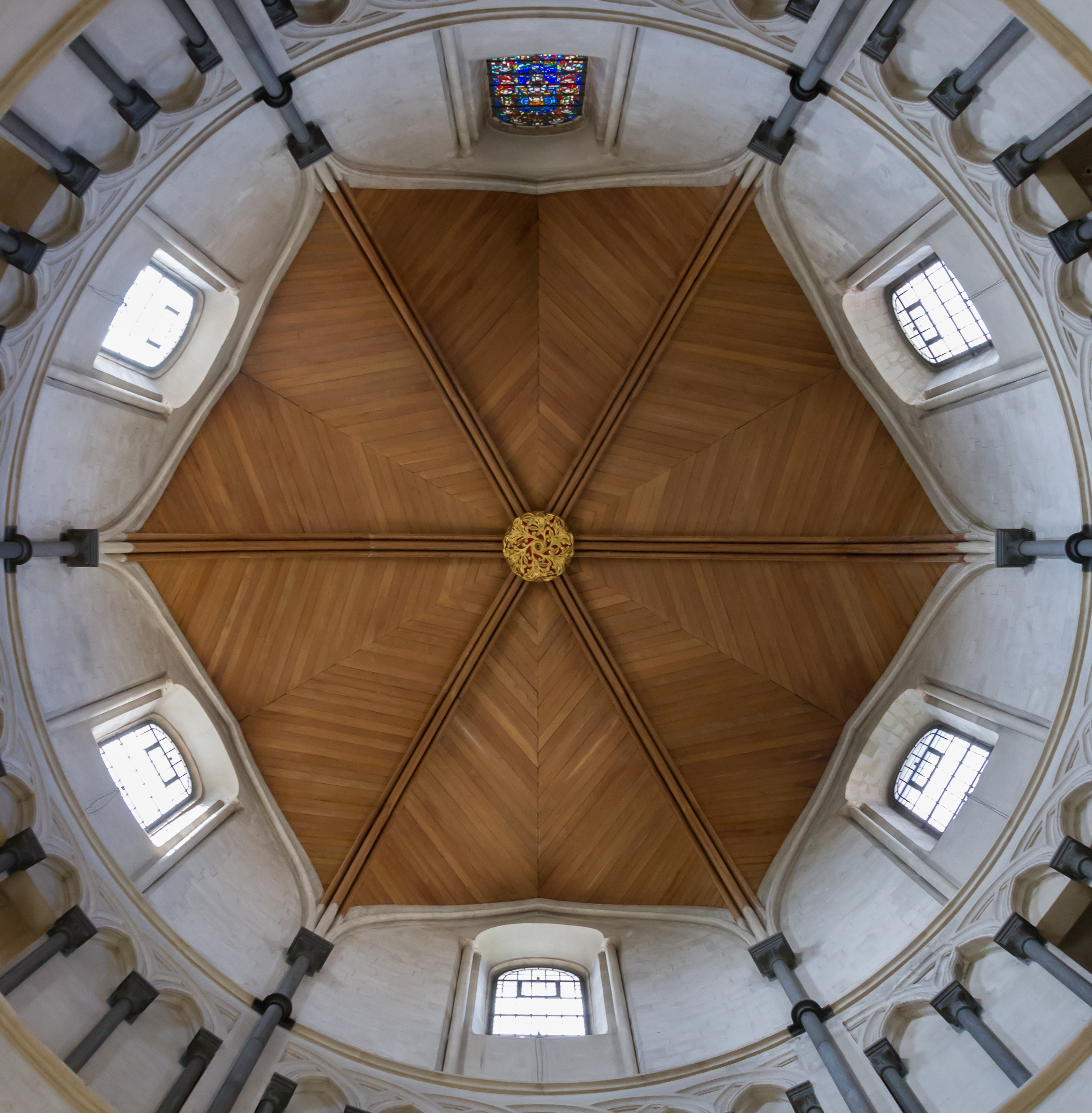
Volta della rotonda
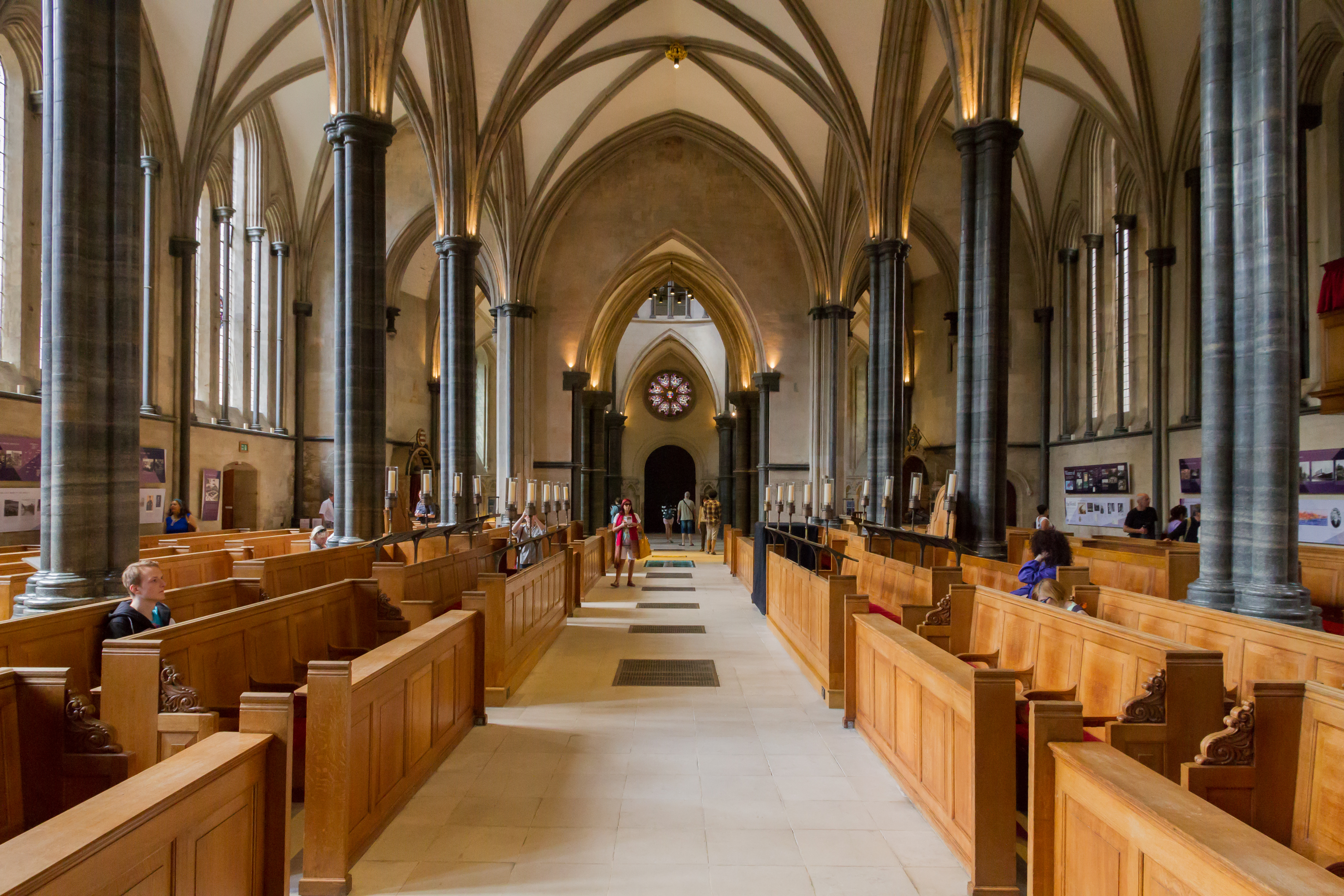
Interno verso la controfacciata
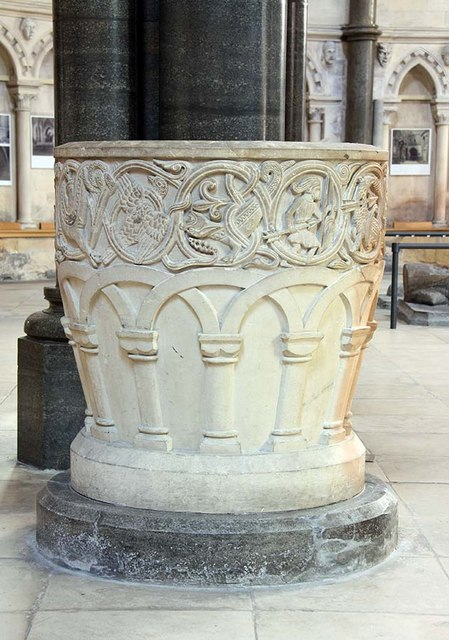
Fonte battesimale
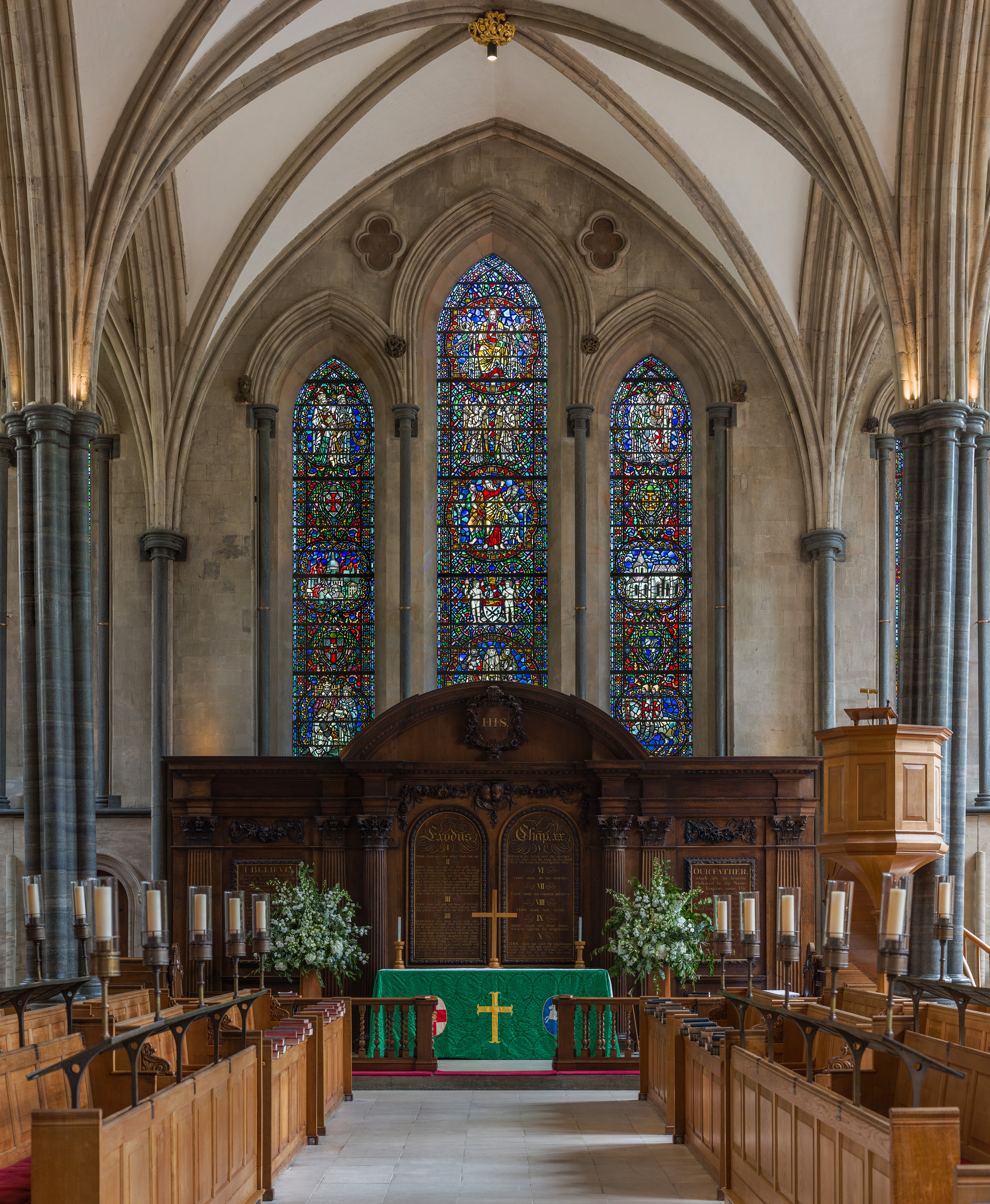
Altare maggiore
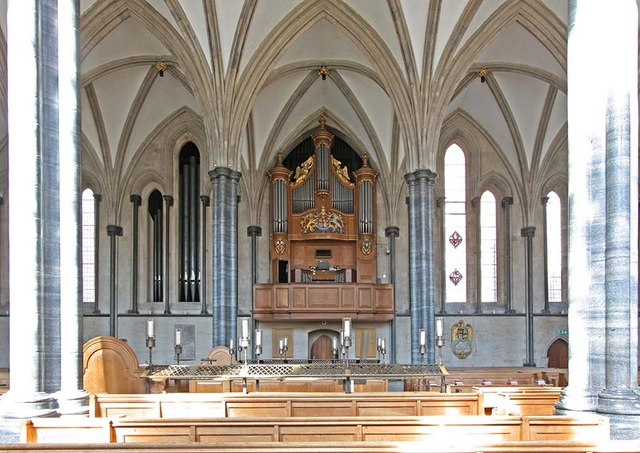
Organo maggiore